# Textos hindus
Textos hindus são os textos literários e manuscritos relacionados a qualquer uma das diversas tradições dentro do Hinduísmo. Alguns desses textos são compartilhados entre essas tradições e são amplamente considerados escrituras hindus. Isso inclui os Itihasa e os Vedas. Os acadêmicos hesitam em definir o termo "escrituras hindus" devido à natureza diversa do Hinduísmo, mas muitos incluem os Ágamas como escrituras hindus, e Dominic Goodall também inclui o Bhagavata Purana e o Yajnavalkya Smriti na lista de escrituras hindus.